# Діу
Діу (порт. Diu) — місто на острові Діу, в окрузі Діу в союзній території Дадра і Нагар-Хавелі і Даман і Діу. Колишня португальська колонія в Індії.

## Історія
Здобувши перемогу в битві при Діу, португальці в 1513 вперше спробували заснувати тут торгову факторію.
У 1535 Діу переданий Португалії султаном Гуджарату Бахадур-шахом в обмін на військовий союз, спрямований проти Хумаюна. Надана португальцями військова допомога була настільки незначна і гуджаратські правителі зробили декілька спроб повернути Діу в 1538 році і в 1546 році але невдало.
У грудні 1961 окупований військами Індії. Португалія визнала суверенітет Індії над Діу лише після революції 1974.
До 1987 місто входило в союзну територію Гоа, Даман і Діу.

## Галерея

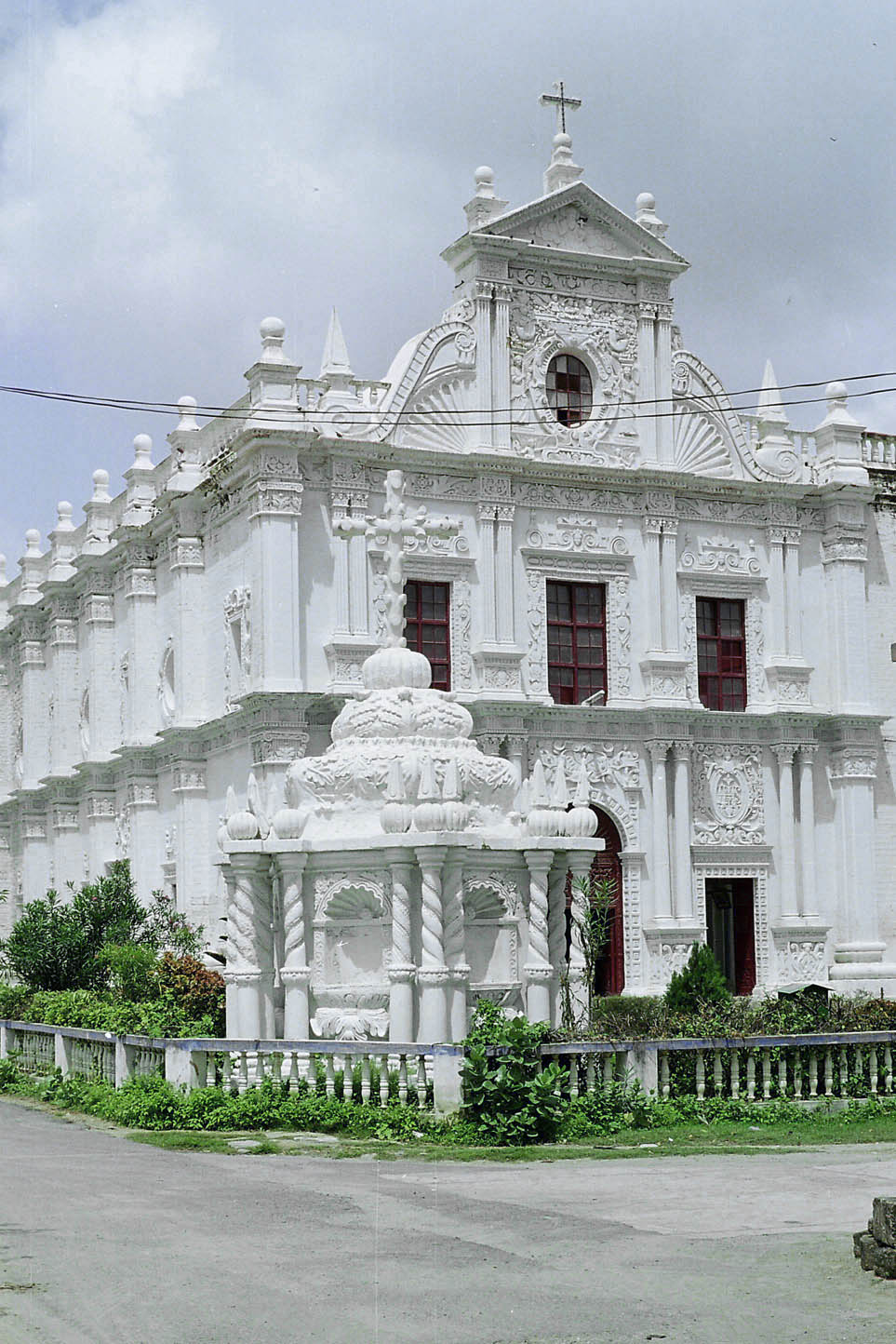
Церква Св. Павла

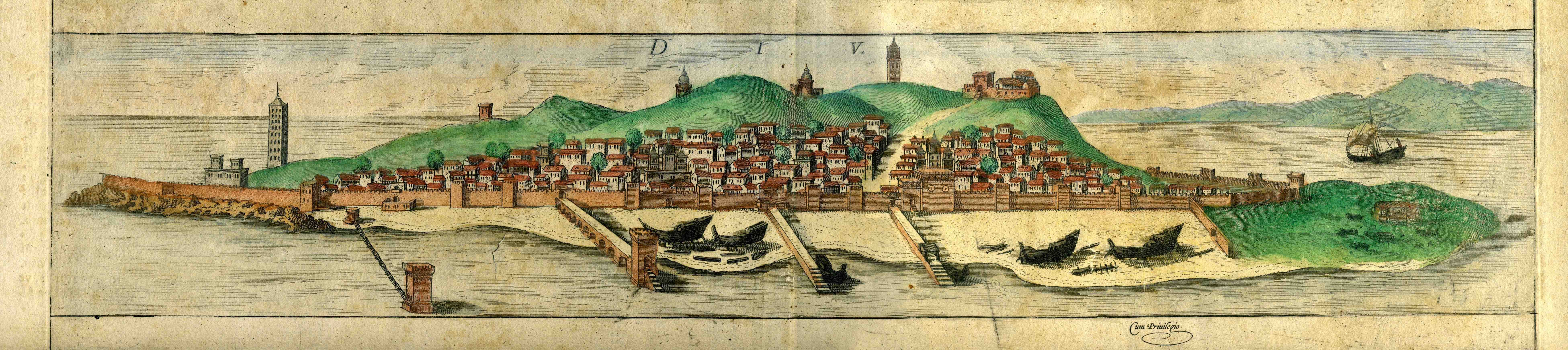
Діу на початку 16 століття, Braun et Hogenberg, 1600

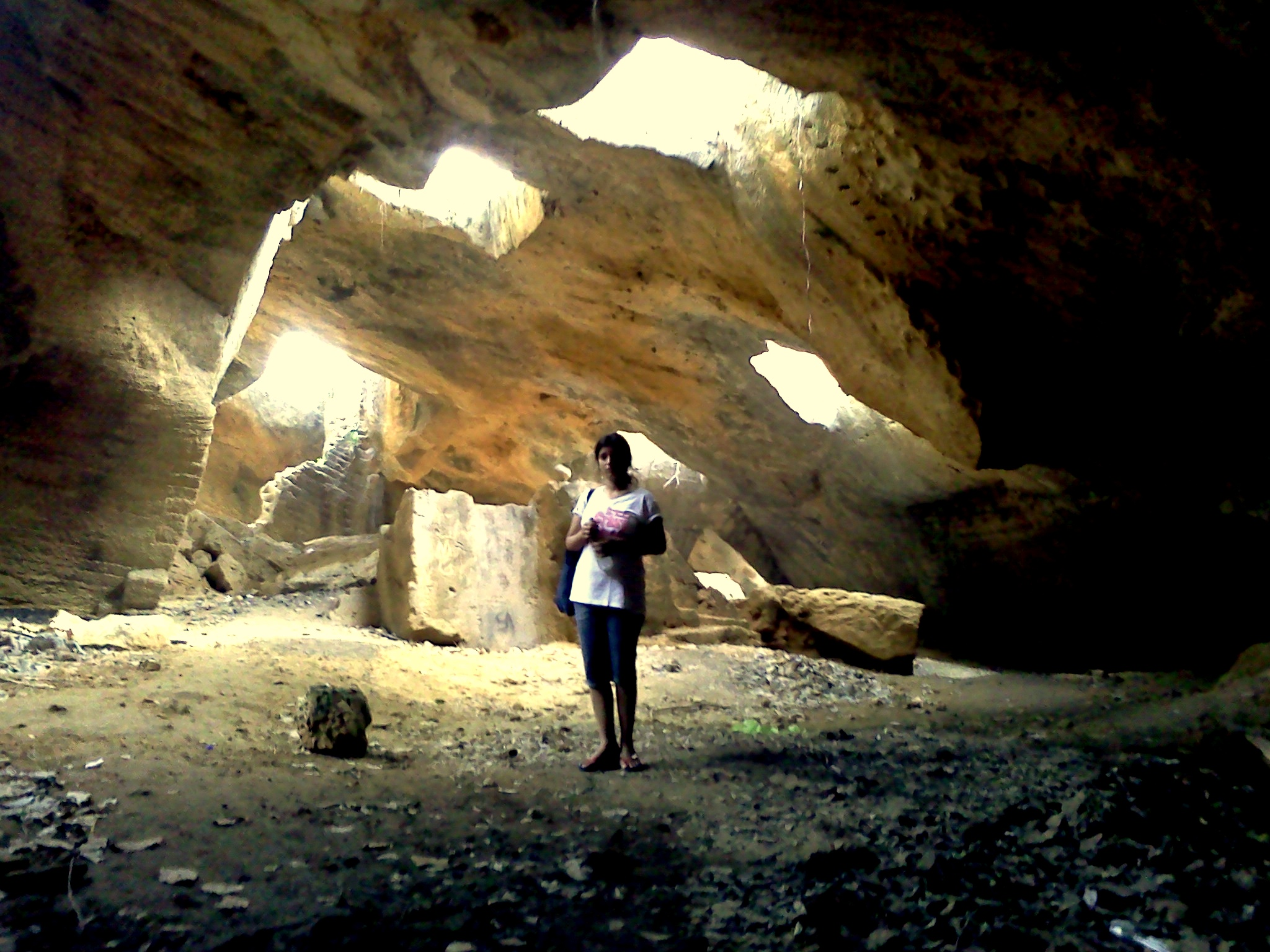
Наїда Кавес, біля «Пляжу Джаландхар»

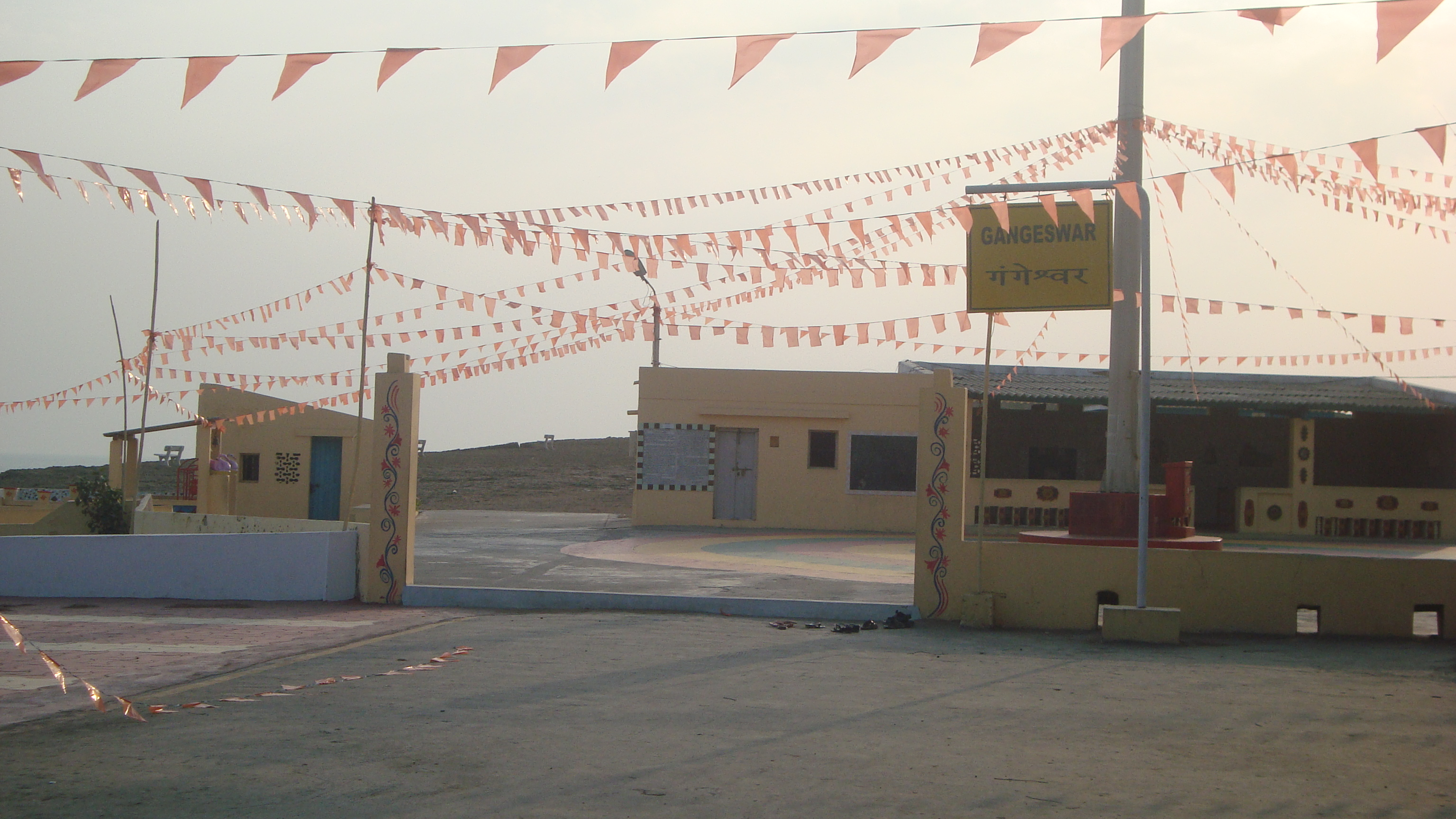
Храм Гангешвар, біля Фудаму

| Індія | Це незавершена стаття з географії Індії. Ви можете допомогти проєкту, виправивши або дописавши її. |